# Francés de Suiza

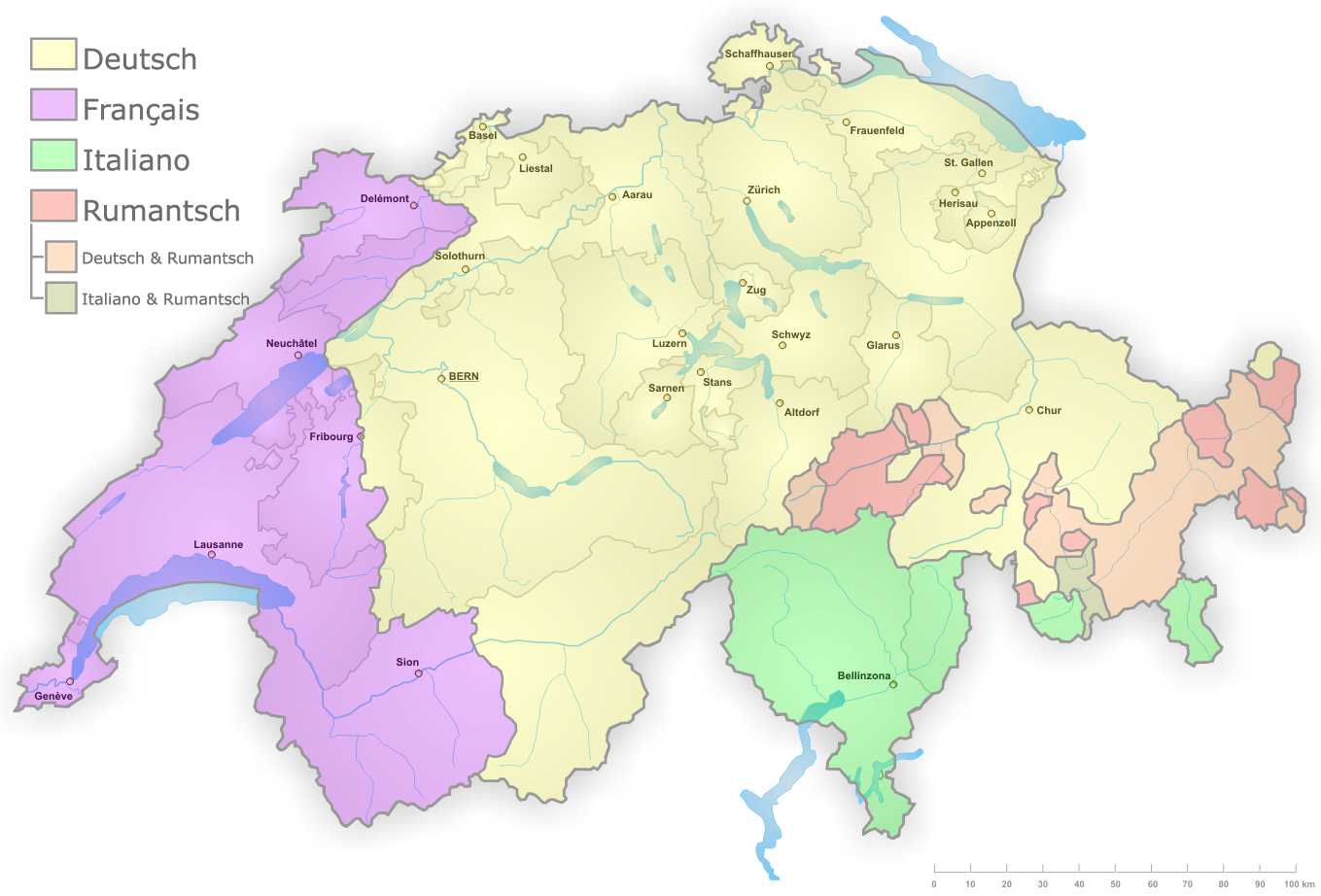
Distribución lingüística de Suiza
-----
Francés (Romandía)
Alemán
Italiano
Romanche

El francés de Suiza o francés suizo (en francés: français de Suisse) es la variedad del francés que se habla en la parte de Suiza conocida como Romandía (la región francófona de Suiza). El francés suizo no debe confundirse con el idioma franco-provenzal (arpitano), otra lengua romance que se habla en Romandía, o con el romanche que se habla en los Grisones.

## Número de hablantes
Según datos de 2012, alrededor de 1,8 millones de personas en Suiza (el 22,6% de la población total del país) hablaba francés como lengua materna y alrededor del 29,1% de la población tenía conocimientos prácticos de francés.

## Características
Las diferencias entre el francés suizo y el francés de Francia son pequeñas y, en su mayoría, léxicas: un hablante de francés suizo no tendrá problemas de comunicación con uno francés, y un hablante francés sólo se encontrará con unas cuantas palabras extrañas al escuchar hablar a un suizo francófono. El francés suizo difiere del francés de Francia en menor grado que el alemán suizo lo hace del alemán estándar. No obstante, no siempre esto ha sido así, pues la mayor parte de los dialectos hablados en la zona de Romandía han desaparecido y ya no se hablan ni se usan.
No existe un único francés suizo estandarizado: cada cantón (o incluso cada ciudad, en algunos casos) utiliza un vocabulario diferente, que suele provenir de la lengua regional local o del alemán, dado que Suiza es predominantemente germanófona.
La mayor parte de las diferencias entre el francés suizo y el francés estándar se deben a los diferentes sistemas políticos y administrativos de Suiza y de Francia. Por ejemplo:
- La palabra canton tiene un sentido diferente en cada país. En Suiza, los cantones son estados constituyentes de la Confederación, mientras que en Francia son agrupaciones de municipios.
- En Francia, a un buzón de correos se lo denomina boîte postale (BP), mientras que en Suiza se lo llama case postale (CP).
- El examen que deben realizar los estudiantes franceses al concluir sus estudios secundarios para poder acceder a la universidad se llama Baccalauréat. En Suiza, este examen se denomina Maturité.

Otros ejemplos:
- El francés suizo comparte con el francés belga numerosos rasgos léxicos distintivos, como el uso de la palabra septante para setenta y nonante para noventa, en contraposición a soixante-dix (literalmente "sesenta-diez") y quatre-vingt-dix (literalmente "cuatro-veinte-diez") del sistema numérico francés. Además, también se suele utilizar la palabra huitante para ochenta, en lugar de quatre-vingts (literalmente "cuatro-veintes"), especialmente en los cantones de Vaud, Valais y Friburgo; el término octante (del latín octaginta) hoy se considera extinto.
- También, se utilizan las palabras déjeuner (desayuno) y dîner (almuerzo) con el mismo significado que tienen en el francés belga y el francés del Quebec, en oposición al significado que tienen en francés de Francia (almuerzo y cena, respectivamente), que supuestamente se deba a la costumbre de Luis XIV de levantarse al mediodía; véase vocabulario del francés belga.
- Para referirse al teléfono móvil, los suizos utilizan la palabra Natel (acrónimo de Nationales Autotelefon) en lugar de portable.
- El francés de Suiza ha incorporado muchos germanismos, un fenómeno que es más evidente en las zonas de la frontera lingüística, como el Jura bernés, Gruyère o Neuchâtel. Es el caso de vattre et mouttre en lugar de père et mère ("padre y madre"), poutzer en lugar de nettoyer ("limpiar"), speck en lugar de lard ("manteca") o witz en lugar de blague ("chiste").

## Variedades
En el oeste de Suiza, además del predominante francés estándar, una pequeña minoría aún habla el patois. En la Suiza francófona se hablan mayoritariamente dialectos francoprovenzales, a excepción del norte del cantón de Neuchâtel, el Jura bernés y el cantón del Jura, donde se hablan dialectos pertenecientes al grupo de las lenguas de oïl (al que también pertenece el francés estándar).

## Ejemplos
| Francés de Suiza                   | Francés de Francia                                | Español                                     | Notas |
| ---------------------------------- | ------------------------------------------------- | ------------------------------------------- | --- |
| action                             | promotion                                         | oferta especial, promoción                  | |
| adieu                              | salut                                             | hola/adiós                                  | En Francia, "adieu" tiene una connotación de "despedida" y sólo se usa cuando las personas no se van a volver a ver. En Suiza se utiliza como un saludo informal cotidiano.                        |
| attique                            | dernier étage                                     | planta de arriba, piso superior             | |
| bancomat                           | distributeur automatique de billets               | cajero automático                           | Este término también es de uso corriente en Italia. En Suiza, se usa bancomat para los cajeros de las entidades bancarias y postomat para los cajeros de la empresa estatal de correos (La Poste). |
| biffer                             | rayer/barrer quelque chose d'écrit                | borrar, eliminar, tachar                    | |
| bobet                              | crétin (nombre) o bête/stupide (adjetivo)         | idiota (nombre) o estúpido (adjetivo)       | |
| boguet                             | cyclomoteur                                       | ciclomotor                                  | |
| bonnard                            | sympa o bien                                      | bueno, agradable, bien                      | |
| bonne-main                         | pourboire                                         | propina                                     | Literalmente "buena mano". |
| borne hydrante                     | bouche d'incendie                                 | boca de incendios                           | |
| bourbine                           | suisse-allemand                                   | suizo alemán                                | |
| mascogner                          | tricher aux examens                               | hacer trampa/copiar en un examen            | |
| carnotzet                          | cave à vin/cellier/fumoir                         | bodega                                      | Esta expresión también se encuentra en zonas de Francia fronterizas con Suiza (Alta Saboya) |
| cheni                              | désordre                                          | desorden                                    | |
| chiquelette                        | chewing-gum                                       | chicle, goma de mascar                      | |
| collège (Ginebra) o gymnase (Vaud) | lycée                                             | instituto de enseñanza secundaria           | |
| crousille                          | tirelire                                          | hucha, alcancía                             | |
| cornet                             | sac en plastique                                  | bolsa de plástico                           | En Francia, por "cornet" se entiende un cono de helado. |
| cutips                             | coton-tige                                        | bastoncillo de algodón, hisopo              | Por antonomasia de la marca comercial Q-tips. |
| cycle                              | collège                                           | colegio de enseñanza media                  | |
| déjeuner                           | petit-déjeuner                                    | desayuno                                    | |
| dent de lion                       | pissenlit                                         | diente de león                              | |
| dîner                              | déjeuner                                          | comida principal del día                    | |
| duvet                              | couette                                           | edredón                                     | "Duvet" proviene del hecho de que los edredones solían estar rellenos de plumón (duvet). En Francia, "duvet" significa "saco de dormir".                                                           |
| s'encoubler                        | se prendre les pieds dans quelque chose/trébucher | tropezar                                    | |
| s'énuquer                          | se briser la nuque                                | desnucarse                                  | |
| étude d'avocats                    | cabinet d'avocats                                 | bufete de abogados                          | |
| faire la noce                      | faire la fête                                     | ir de fiesta/juerga                         | Esta expresión también existe en Francia, aunque aquí su uso es más reducido y limitado a las personas de mayor edad.                                                                              |
| fœhn                               | sèche-cheveux                                     | secador de pelo                             | El nombre "fœhn" proviene del viento foehn. |
| frouz                              | les Français                                      | personas de Francia, franceses              | Esta palabra se considera peyorativa. |
| fonds                              | terrain o champs                                  | campo, terreno                              | |
| fourre                             | dossier/housse                                    | carpeta, funda                              | En francés, "fourrer" significa "rellenar". |
| galetas                            | grenier                                           | desván, buhardilla                          | También se usa en zonas alpinas de Francia (Delfinado) |
| giratoire                          | rond-point, giratoire                             | rotonda, glorieta                           | Proviene de "carrefour à sens giratoire", que se traduciría como "cruce giratorio" |
| gouille                            | flaque                                            | charco                                      | |
| linge                              | serviette                                         | toalla                                      | En francés, "linge" es un término genérico que hace referencia a la ropa de vestir, la ropa de cama y las toallas.                                                                                 |
| lolette                            | tétine                                            | chupete                                     | |
| maman de jour                      | assistante maternelle                             | niñera, cuidadora                           | |
| natel                              | (téléphone) portable                              | teléfono móvil / celular                    | |
| nom de bleu !                      | nom de dieu !                                     | ¡maldita sea!                               | |
| panosse                            | serpillière                                       | fregona o mopa                              | |
| papier ménage                      | papier essuie-tout                                | servilleta de papel                         | |
| pive                               | pomme de pin                                      | piña (de pino)                              | |
| réclame                            | publicité                                         | anuncio publicitario                        | "Réclame" también existe en el francés de Francia con el mismo significado, aunque está en desuso.                                                                                                 |
| régie                              | agence immobilière                                | agencia inmobiliaria                        | |
| roye                               | pluie                                             | lluvia                                      | |
| royer                              | pleuvoir                                          | llover                                      | |
| sans autre                         | sans plus attendre                                | sin demora                                  | |
| santé                              | à tes/vos souhaits                                | ¡salud!, ¡Jesús! (cuando estornuda alguien) | |
| service                            | je t'en/vous en prie                              | de nada                                     | De "à votre service", que significa "a su servicio". |
| services                           | couverts                                          | cubiertos                                   | |
| signofile/indicateur               | clignotant                                        | intermitente (de un vehículo)               | |
| souper                             | dîner                                             | cena                                        | |
| tablard                            | étagère                                           | estante                                     | |
| uni (abreviatura de université)    | fac (abreviatura de faculté)                      | universidad                                 | |
| votation                           | scrutin                                           | votación, elecciones                        | |